# バック・トゥー・エルサレム
バック・トゥー・エルサレム（英語：Back To Jerusalem movement；中国語: 傳回耶路撒冷運動）は、中国の家の教会の運動の一つである。この運動は少なくとも10万人の宣教師をシルクロード（中国から地中海まで延びる古代貿易路）沿いのイスラム教、仏教、そしてヒンズー教の国に、福音を伝えることを目標としている。

## 参考書籍
- 『バック・トゥー・エルサレム』ポール・ハッタウェイ編著 マルコーシュ・パブリケーション社
- 『天国の人』ブラザー・ユン著　マルコーシュ・パブリケーション社